# Татарское Маматкозино
Тата́рское Маматко́зино (тат. Татар Мәмәтхуҗасы) — деревня в Верхнеуслонском районе Республики Татарстан, в составе Новорусско-Маматкозинского сельского поселения.

## Этимология
Топоним произошёл от этнонима «татар» и антропонима «Мәмәтхуҗа».

## География
Деревня находится на правом притоке реки Сулица, в 30 км к юго-западу от районного центра, села Верхний Услон.

## История
В «Списке населенных мест по сведениям 1859 года», изданном в 1866 году, населённый пункт упомянут как казённая деревня Татарское Маматкозино 1-го стана Свияжского уезда Казанской губернии. Располагались при речке Курлытирме, в 21 версте от уездного города Свияжска и в 7 верстах от становой квартиры в казённом селе Кильдеево (Троицкое). В деревне в 64 дворах жили 394 человека (196 мужчин и 198 женщин). Была мечеть.

## Экономика
Жители занимаются сельским хозяйством в крестьянских фермерских хозяйствах (животноводство) и личных подсобных хозяйствах.

## Религиозные объекты
Мечеть (с 2007 года).

## Известные уроженцы
- Гаязутдинов, Афзалютдин Гаязутдинович — 1-й секретарь Сталинского райкома ВКП(б) г. Казани.